# Hemnes (Akershus)
Hemnes is een plaats in de Noorse gemeente Aurskog-Høland, fylke Akershus. Hemnes telt 612 inwoners (2007) en heeft een oppervlakte van 0,92 km².